# Love, Victor
Love, Victor (en España, Con amor, Victor) es una serie web estadounidense de comedia romántica adolescente creada por Isaac Aptaker y Elizabeth Berger, inspirada y ambientada en el mismo mundo que la película Love, Simon (2018). Se estrenó el 17 de junio de 2020 en Hulu. Es producida por 20th Television, con Aptaker y Berger como showrunners.
Michael Cimino protagoniza como Victor, siendo acompañado en el elenco principal por Rachel Hilson, Anthony Turpel, Bebe Wood, Mason Gooding, George Sear, Isabella Ferreira, Mateo Fernández, James Martínez y Ana Ortiz. Nick Robinson, quien interpretó el papel principal en la película original, produce y repite su papel en la serie.
Love, Victor fue renovada para una segunda temporada en agosto de 2020, estrenándose el 11 de junio de 2021. Love, Victor fue renovada para una tercera y última temporada, la cual se estrenó el 15 de junio del 2022.

## Premisa
La serie se centra en Víctor, un nuevo alumno en Creekwood High School y narra su viaje de autodescubrimiento: enfrenta desafíos en casa y lucha con su orientación sexual. Se acerca a Simon cuando le parece demasiado difícil navegar por el colegio.
La segunda temporada aborda las consecuencias de su salida del armario y sigue a Víctor mientras navega por este nuevo mundo con sus amigos, al tiempo que lidia con su relación con Benji, que se pone a prueba en múltiples ocasiones, debido en parte a la familia de Víctor y a un nuevo posible interés amoroso.

## Elenco y personajes

### Principales
- Michael Cimino como Víctor Salazar: un nuevo estudiante en Creekwood High School, luchando con su orientación sexual y adaptándose a una nueva ciudad.[4][5]
- Rachel Naomi Hilson como Mía Brooks: la exnovia de Víctor a la que le encanta el arte.[4][6]
- Anthony Turpel como Félix Westen: el raro nuevo vecino de Víctor.[4][5]
- Bebe Wood como Lake Cunningham: la mejor amiga de Mía que está obsesionada con las redes sociales.[4][5]
- Mason Gooding como Andrew Spencer: el popular atleta arrogante y amante del baloncesto de Creekwood.[5]
- George Sear como Benjamin «Benji» Campbell: el compañero de clase gay de Víctor que es encantador, alegre y confiado a quien Víctor le gusta.[4][5]
- Isabella Ferreira como Pilar Salazar: la hermana menor de Víctor.[4][5]
- Mateo Fernandez como Adrián Salazar: el hermano menor de Víctor.[5]
- James Martinez como Armando Salazar: el padre de Víctor, un hombre que trabaja duro para su familia.[5]
- Ana Ortiz como Isabel Salazar: la madre de Víctor que está bajo mucha presión después de mudarse a una nueva ciudad.[7]

### Recurrentes
- Nick Robinson como Simon Spier: repitiendo su papel de Love, Simon. Robinson aparece principalmente a través de voz en off, narrando los mensajes de Simon a Victor.[5] Simon aparece en persona en el octavo episodio de la primera temporada.[8]
- Lukas Gage como Derek: el novio de Benji.[9]
- Mekhi Phifer como Harold Brooks: el padre de Mía.[10]
- Beth Littleford como Sarah: la gerente de la cafetería donde Víctor y Benji trabajan.[11]
- Sophia Bush como Verónica: la nueva novia del padre de Mía, que dirige una organización para mujeres sin fines de lucro.[12]
- Betsy Brandt como Dawn (temporada 2): la madre amorosa de Felix que lucha con problemas de salud mental.[13]
- Ava Capri como Lucy (temporada 2): la nueva enamorada de Andrew.[14]
- Anthony Keyvan como Rahim (temporada 2): compañero de Pilar y nuevo amigo de Victor.[14]

### Invitados
- Andy Richter como Entrenador Ford: el entrenador de educación física y baloncesto en Creekwood High School.[15]
- Natasha Rothwell como Sra. Albright: subdirectora de Creekwood High School, anteriormente profesora de teatro de la escuela. Este personaje fue introducido en Love, Simon.
- Leslie Grossman como Georgina Meriwether: presentadora de noticias locales y la madre de Lake.
- Steven Heisler como Roger: el exjefe de Armando con quien Isabel tuvo una aventura.
- Terri Hoyos como Natalia Salazar: la abuela de Víctor
- Juan Carlos Cantu como Tito Salazar: el abuelo de Víctor
- Ali Wong como Srta. Thomas: la profesora de educación sexual de Creekwood High School.
- Abigail Killmeier como Wendy: la cita de Félix al Spring Fling.
- Keiynan Lonsdale como Abraham «Bram» Greenfeld: el novio de Simon Spier. Este personaje fue introducido en Love, Simon.[16]
- Tommy Dorfman como Justin: el compañero de cuarto de Bram y Simon.[16]
- Katya Zamolodchikova como ella misma, actuando en Messy Boots, un club gay en Nueva York.[16]
- Friday Chamberlain como Ivy: una compañera de cuarto de Bram y Simon.
- River Gallo como Kim: una compañera de cuarto de Bram y Simon.
- Jason Collins como él mismo, jugando baloncesto con un grupo de hombres homosexuales.

## Episodios

### Resumen
| Temporada | Temporada | Episodios | Episodios | Lanzamiento original | Lanzamiento original |
| --------- | --------- | --------- | --------- | -------------------- | -------------------- |
|           | 1         | 10        | 10        | 17 de junio de 2020  | 17 de junio de 2020  |
|           | 2         | 10        | 10        | 11 de junio de 2021  | 11 de junio de 2021  |
|           | 3         | 8         | 8         | 15 de junio de 2022  | 15 de junio de 2022  |

### Temporada 1 (2020)
| N.º en serie | N.º en temp. | Título                         | Dirigido por   | Escrito por                                                            | Fecha de emisión original | Código de prod. |
| --- | ------------ | ------------------------------ | -------------- | ---------------------------------------------------------------------- | ------------------------- | --------------- |
| 1 | 1            | «Welcome to Creekwood»         | Amy York Rubin | Isaac Aptaker y Elizabeth Berger                                       | 17 de junio de 2020       | 1CFG01          |
| Víctor y su familia se mudan de Texas a Atlanta. La hermana menor de Víctor, Pilar, se resiente al tener que dejar atrás su antigua vida y su novio. Víctor rápidamente se hace amigo del impopular Félix, que vive en el mismo edificio. En la escuela, Víctor conoce a Mía y su mejor amiga Lake, y desarrolla una atracción hacia Benji, un estudiante abiertamente gay. Víctor es invitado a unirse al equipo de baloncesto, pero se enfrenta con otro miembro del equipo, Andrew, que ridiculiza a Víctor por ser aparentemente pobre. Víctor se entera de la historia de Simon Spier en Creekwood y le envía un mensaje a través de las redes sociales, quien responde que él está allí para Víctor si alguna vez necesita hablar. En el Winter Carnival, Víctor ve tanto a Mía como a Benji pero, queriendo encajar, decide pedirle a Mía que monte la rueda de la fortuna con él. |              |                                |                |                                                                        |                           |                 |
| 2 | 2            | «Stoplight Party»              | Jason Ensler   | Brian Tanen                                                            | 17 de junio de 2020       | 1CFG02          |
| Víctor ha sido catapultado a la popularidad después de ir a la rueda de la fortuna con Mía, que está comenzando a sentir algo por él. Mía y Lake planean una fiesta «stoplight», donde los estudiantes usan colores según el estado de sus relaciones. Víctor comienza a trabajar en Brasstown, una cafetería local donde también trabaja Benji, para ganar dinero para unirse al equipo de baloncesto. En la fiesta, Víctor lucha por encajar. A Félix le gusta Lake, a quien en cambio le gusta Andrew. En casa, Pilar rompe con su novio en Texas, mientras que Isabel y Armando enfrentan problemas matrimoniales. Víctor comparte un momento tierno con Mía y le envía un mensaje a Simon de que ella podría gustarle. |              |                                |                |                                                                        |                           |                 |
| 3 | 3            | «Battle of the Bands»          | Pilar Boehm    | Jen Braeden                                                            | 17 de junio de 2020       | 1CFG03          |
| Víctor invita a Mía a salir y planea llevarla a una Batalla de las Bandas organizada en Brasstown. Lake le pide a Andrew que la acompañe a la competencia, quien acepta para pasar tiempo con Mía. Benji y Víctor se acercan mientras trabajan juntos, y Víctor descubre que Benji actuará en la Batalla de las Bandas. Preocupado de que estar cerca de Benji lo distraiga de su cita con Mía, Víctor elige llevarla a una exhibición de arte, donde comparten su primer beso. Víctor y Mía finalmente terminan llegando al final de la Batalla de las Bandas, y el enamoramiento de Víctor por Benji crece después de verlo actuar. Sin embargo, se revela que Benji tiene novio, Derek. Lake descubre que Andrew está enamorado de Mía. Mientras tanto, Pilar ayuda a su madre Isabel a configurar su perfil de Facebook y se sorprende al saber que un hombre llamado Roger está enviando mensajes y coqueteando con Isabel. |              |                                |                |                                                                        |                           |                 |
| 4 | 4            | «The Truth Hurts»              | Michael Lennox | Marcos Luevanos                                                        | 17 de junio de 2020       | 1CFG04          |
| Pilar, sospechando que Isabel está teniendo una aventura, está desconsolada. Ella comparte la noticia con Víctor, que no cree que su madre engañe, pero se convence de organizar una reunión con Roger fingiendo ser Isabel. Víctor ve a Roger en persona y se sorprende al descubrir que él es el exjefe de su padre Armando. Víctor y Mía se conectan por la tristeza de Mía por el hecho de que su padre está saliendo con una nueva mujer y superando a su madre. En un juego de baloncesto, Víctor se enfrenta a sus padres sobre la aventura de Isabel y se entera de que Armando ya lo sabe. Pilar y Víctor se sorprenden al saber que se mudaron debido a la aventura. |              |                                |                |                                                                        |                           |                 |
| 5 | 5            | «Sweet Sixteen»                | Anne Fletcher  | Sheila Lawrence                                                        | 17 de junio de 2020       | 1CFG05          |
| Los Salazar no han estado unidos desde la confrontación de la semana anterior, molestando a Víctor. Simon advierte a Víctor que haga tiempo para sí mismo, mientras que Víctor comparte que espera descubrir su identidad. Se acerca el decimosexto cumpleaños de Víctor y se está organizando una fiesta. Vienen los amigos y familiares de Víctor, incluidos Mía y Benji. Félix y Lake se acercan mientras hacen un recado para la fiesta, donde el abuelo de Víctor ve accidentalmente a Benji y Derek besándose, lo que lo enoja. Víctor e Isabel defienden a Benji. Mía y Pilar se unen por sus respectivas luchas familiares. Víctor y Mía se besan y declaran que son una pareja. Armando felicita a Víctor por defender a sus amigos, pero menciona que Adrián podría ser gay y que no está contento con eso. |              |                                |                |                                                                        |                           |                 |
| 6 | 6            | «Creekwood Nights»             | Anu Valia      | David Smithyman                                                        | 17 de junio de 2020       | 1CFG06          |
| Mía y Lake discuten la relación de Mía con Víctor. Ella quiere que la relación sea más de lo que es y está interesada en el sexo después de que la clase tome educación sexual. Benji anticipa su primer aniversario con Derek a Víctor, donde los dos se relacionan sobre cómo son románticos. Víctor le confiesa a Benji que es virgen y que duda en tener sexo con Mía. Benji comparte que si él pudo hacerlo con una mujer, cualquiera puede. Nervioso, Víctor trae a Félix con él, para disgusto de Mía. Benji planea una buena noche para Derek, pero él no está contento con eso. Lake sugiere que Víctor es gay, por lo que él trata de obligarse a tener relaciones sexuales con ella. Al final no puede, y se excusa diciendo que es del estilo tradicional y ella acepta eso. Félix y Lake se besan. Simon le dice a Víctor que no se siente atraído por Mía y que termine las cosas antes de que se lastimen. |              |                                |                |                                                                        |                           |                 |
| 7 | 7            | «What Happens In Willacoochee» | Jay Karas      | Danny Fernandez                                                        | 17 de junio de 2020       | 1CFG07          |
| Víctor ve salir con Mía como una oportunidad para ser normal. Ella le pide que asista a una recaudación de fondos con ella y él acepta. Lake le dice a Félix que su conexión nunca sucedió, pero Félix luego se da cuenta de que quiere salir en serio con Lake. Benji y Víctor se ven obligados a hacer un viaje por carretera para arreglar una máquina de café. Félix se acerca a Pilar, quien le da consejos sobre Lake que lastiman cuando Lake lleva a Félix. Víctor no quiere ir a la recaudación de fondos, por lo que le dice a Benji que deben pasar la noche en un motel hasta que se arregle. Andrew consuela a Mía en la recaudación de fondos. En el motel, Benji revela que salió del clóset porque casi murió una noche conduciendo ebrio mientras intentaba negar su sexualidad. Benji le dice a Víctor que es fácil hablar con él y está feliz de que sean amigos. Más tarde esa noche, Víctor besa a Benji, quien lo rechaza, ya que todavía está con Derek. Horrorizado, Víctor le envía un mensaje de texto a Simon sobre quién es. Mientras regresan, Benji sugiere que no hablen del beso.                                                   |              |                                |                |                                                                        |                           |                 |
| 8 | 8            | «Boys' Trip»                   | Todd Holland   | Brian Tanen                                                            | 17 de junio de 2020       | 1CFG08          |
| Víctor hace un viaje secreto a Nueva York para visitar a Simon, donde el grupo de amigos de Simon le muestran la ciudad ya que Simon está en una fiesta fuera del estado. Esto molesta a Mía cuando Víctor se va una vez más, por lo que se acerca a Andrew y se aleja de Víctor. Durante una detención por usar sus celulares en clase, Andrew y Mía se enteran de que Lake y Félix se han estado conectando. Avergonzada, Lake molesta a Félix al decir que quiere mantener secreta su relación. Mía le dice a Andrew que le gustaría que él fuera una persona más amable, pero ella todavía se preocupa por él. Mientras están en una fiesta drag, una amiga de Simon accidentalmente le dice a Víctor que todos están al tanto de la situación de Víctor en la escuela y con Benji. Simon aparece y le explica a un enojado Víctor que necesitaba la guía de sus amigos para ayudarlo a navegar por su mundo. Víctor se reconcilia con Simon y sus amigos, quienes ayudan a Víctor a darse cuenta de que todos están el uno para el otro y que tiene personas que lo aceptan. Más tarde, Víctor declara que esa es la mejor noche de su vida.                   |              |                                |                |                                                                        |                           |                 |
| 9 | 9            | «Who the Hell Is B»            | Rebecca Asher  | Jeremy Roth y Jess Pineda                                              | 17 de junio de 2020       | 1CFG09          |
| Víctor sale del clóset con Félix, la primera persona a la que le cuenta. Víctor está angustiado al saber que Benji, debido al beso, estará trabajando en otro lugar. Simon le aconseja a Víctor que le escriba una carta a Benji para ver si lo entiende mejor a él y sus errores. Isabel y Armando continúan peleando, lo que molesta a Víctor y Pilar. Félix continúa su romance con Lake, y se entera de que ella tiene una madre dominante. Para que se sienta mejor, él trata de decirle que él también tiene una vida estresante en su hogar, pero ella todavía no quiere que la vean con él debido a los estándares de su madre. Félix decide romper con Lake. Mía descubre que Verónica está embarazada de su padre y que se casarán. En un bolsillo de Víctor, Pilar encuentra una nota para B, sin saber que la nota es de Víctor para Benji. |              |                                |                |                                                                        |                           |                 |
| 10 | 10           | «Spring Fling»                 | Jason Ensler   | Historia de: Isaac Aptaker y Elizabeth Berger Guion de: Jillian Moreno | 17 de junio de 2020       | 1CFG10          |
| Benji recibe la nota de Víctor pero le dice que necesita su espacio. Víctor planea llevar a Mía al Spring Fling y decirle la verdad al día siguiente. Félix y Lake van al baile con parejas separadas, pero terminan reconciliándose y besándose frente a toda la escuela, su relación ahora es pública. Félix accidentalmente le dice a Pilar que la B en la nota representaba a Benji. Cuando Pilar confronta a Benji, Derek escucha; Benji y Derek se separan después. Mientras habla con Víctor, Benji confiesa que Derek no lo hizo sentir bien como lo hace Víctor, y se besan confesando sus sentimientos el uno por el otro, lo que Mía presencia sin que los dos lo sepan. Víctor, para proteger su relación con Benji, le promete que eventualmente saldrá del clóset con todos. Cuando Mía confronta a Víctor por su beso con Benji y le pregunta si ella le gustaba, afirma que partes de su relación eran reales. Pilar confronta a Víctor por el beso, pero él insiste en aclararlo en un lugar más cómodo. Confortados, Pilar y Víctor regresan a casa, donde sus padres anuncian que se separarán. A pesar de las noticias, Víctor sale del clóset. |              |                                |                |                                                                        |                           |                 |

### Temporada 2 (2021)
| N.º en serie | N.º en temp. | Título                   | Dirigido por          | Escrito por                      | Fecha de emisión original | Código de prod. |
| ------------ | ------------ | ------------------------ | --------------------- | -------------------------------- | ------------------------- | --------------- |
| 11           | 1            | «Perfect Summer Bubble»  | Jason Ensler          | Isaac Aptaker y Elizabeth Berger | 11 de junio de 2021       | 2CFG01          |
| 12           | 2            | «Day One, Take Two»      | Alex Hardcastle       | Brian Tanen                      | 11 de junio de 2021       | 2CFG02          |
| 13           | 3            | «There's No Gay in Team» | Alex Hardcastle       | JC Lee                           | 11 de junio de 2021       | 2CFG03          |
| 14           | 4            | «The Sex Cabin»          | Jason Ensler          | Jillian Moreno y Alex Freund     | 11 de junio de 2021       | 2CFG04          |
| 15           | 5            | «Gay Gay»                | Kristin Windell       | Marcos Luevanos                  | 11 de junio de 2021       | 2CFG05          |
| 16           | 6            | «Sincerely, Rahim»       | Sarah Boyd            | Michelle Lirtzman                | 11 de junio de 2021       | 2CFG06          |
| 17           | 7            | «Table for Four»         | Satya Bhabha          | Jeremy Roth                      | 11 de junio de 2021       | 2CFG07          |
| 18           | 8            | «The Morning After»      | Natalia Leite         | Sarah LaBrie                     | 11 de junio de 2021       | 2CFG08          |
| 19           | 9            | «Victor's Day Off»       | Kevin Rodney Sullivan | Brian Tanen                      | 11 de junio de 2021       | 2CFG09          |
| 20           | 10           | «Close Your Eyes»        | Jason Ensler          | Isaac Aptaker y Elizabeth Berger | 11 de junio de 2021       | 2CFG10          |

### Temporada 3 (2022)
| N.º en serie | N.º en temp. | Título                         | Dirigido por    | Escrito por                      | Fecha de emisión original | Código de prod. |
| ------------ | ------------ | ------------------------------ | --------------- | -------------------------------- | ------------------------- | --------------- |
| 21           | 1            | «It's You»                     | Jason Ensler    | Brian Tanen                      | 15 de junio de 2022       | 3CFG01          |
| 22           | 2            | «Fast Times at Creekwood High» | Melissa Kosar   | Marcos Luevanos                  | 15 de junio de 2022       | 3CFG02          |
| 23           | 3            | «The Setup»                    | Steven Canals   | Rick Wiener y Kenny Schwartz     | 15 de junio de 2022       | 3CFG03          |
| 24           | 4            | «You Up?»                      | Jason Ensler    | Michelle Lirtzman                | 15 de junio de 2022       | 3CFG04          |
| 25           | 5            | «Lucas and Diego»              | Randall Winston | Debby Wolfe                      | 15 de junio de 2022       | 3CFG05          |
| 26           | 6            | «Agent of Chaos»               | Jason Ensler    | Nasser Samara                    | 15 de junio de 2022       | 3CFG06          |
| 27           | 7            | «The Gay Award»                | Natalia Leite   | Alex Freund y Jillian Moreno     | 15 de junio de 2022       | 3CFG07          |
| 28           | 8            | «Brave»                        | Jason Ensler    | Isaac Aptaker y Elizabeth Berger | 15 de junio de 2022       | 3CFG08          |

## Producción

### Desarrollo
En abril de 2019, Disney+ le dio al programa producido por 20th Century Fox Television, basado en la película Love, Simon, un pedido directo de serie, con los escritores de la película original, Isaac Aptaker y Elizabeth Berger, adjuntos como showrunners. El programa se centra en nuevos personajes y se desarrolla en el mismo mundo que la película.

Love, Simon es una historia poderosa abrazada tanto por los críticos como por el público por sus mensajes universales de autenticidad, amor y aceptación. Nos sentimos honrados de asociarnos con el talentoso equipo de 20th Century Fox Television para llevar este nuevo capítulo de una historia querida a Disney+, continuando con la narrativa personal y edificante que cautivó a los fanáticos de la película original.
Agnes Chu (Vicepresidenta mayor, Disney+)

En febrero de 2020, la serie se retituló Love, Victor y se trasladó a Hulu, con una fecha de estreno programada en junio de 2020, convirtiéndola en la segunda serie, después de High Fidelity, en pasar de Disney+ a Hulu. En abril de 2020, se anunció que la serie estaba programada para estrenarse el 19 de junio de 2020.
El 10 de junio de 2020, la fecha de estreno se adelantó al 17 de junio de 2020 para evitar que entre en conflicto con Juneteenth.
El 7 de agosto de 2020, Hulu renovó la serie para una segunda temporada que estrenó el 11 de junio de 2021.

### Escritura
En una entrevista con Entertainment Tonight, el productor ejecutivo Brian Tanen declaró que «Me encantó Love, Simon, pero realmente me encantó la idea de contar una historia diferente y hacer que el viaje de Víctor sea más desafiante [...] En la televisión, se puede contar una historia más larga y matizada. En el cine, el viaje debe concluir con una reverencia en dos horas, pero en la televisión, alguien puede luchar, crecer y cambiar durante muchos, muchos episodios».
En otra entrevista con Entertainment Tonight, la productora ejecutiva Elizabeth Berger dijo sobre la participación de Nick Robinson como Simon Spier que «Robinson estaba muy emocionado de ser parte de esto [...] Los tres (Berger, Robinson y el productor ejecutivo Isaac Aptaker) estábamos muy de acuerdo en que esta debería ser la historia de Víctor, así que, en su mayor parte, la voz en off era el nivel perfecto para Simon. Querías probarlo y querías que se sintiera integrado en el tejido del serie, pero todos sentimos que este debería ser el programa de Víctor», agregó que «nos pareció decepcionante, tanto como creadores como para los fanáticos, no verlo en algún momento [a Simon], así que los escritores se pusieron a trabajar en el lugar perfecto para realizar su aparición». El productor ejecutivo Brian Tanen dijo del episodio «Boys' Trip» que «Obtuvimos nuestro gran episodio de cumplimiento de deseos gay donde [Víctor] aprendió a dejar de tener miedo de quién es y no solo a aceptarlo, sino a abrazarlo y sentirse orgulloso de ello».
Aptaker dijo sobre la primera temporada que «es solamente el capítulo 1», por lo que «queda mucho que contar». Aptaker y Berger declararon que ahora que Víctor y Simon han consolidado su vínculo en persona,  Simon seguirá siendo parte de la vida de Víctor: «Definitivamente va a ser parte de la segunda temporada [...] La forma en que lo usaremos va a cambiar un poco desde la primera... Siempre estamos buscando formas de que sus dos mundos se toquen entre sí». Sobre como reaccionarían los padres de Víctor a su salida del clóset, Tanen dijo: «Y una de las cosas buenas de hacer esto por televisión es que el viaje de los padres en una temporada 2 no tiene que estar encapsulado por un solo discurso. También puede ser un viaje para ellos, en el que tienen que hacer las paces y aprender a abrazarlo.

### Casting
En junio de 2019, Ana Ortiz fue elegida como Isabel. A mediados de agosto, se anunció el elenco completo de la serie, con Michael Cimino como el protagonista Víctor. También se anunciaron a James Martinez como Armando, Isabella Ferreira como Pilar, Mateo Fernandez como Adrián, Johnny Sequoyah como Mía, Bebe Wood como Lake, George Sear como Benji, Anthony Turpel como Félix y Mason Gooding como Andrew. También se anunció que Nick Robinson, quien protagonizó la película, produciría y narraría la serie. Más tarde ese mes, se informó que Rachel Naomi Hilson había sido elegida como Mía, reemplazando a Sequoyah. La reelección se realizó para llevar al personaje en una nueva dirección creativa. El 23 de octubre de 2019, también se anunció que Sophia Bush había sido elegida como Verónica, la nueva novia del padre de Mia.
El 2 de noviembre de 2020, se anunció el casting de Betsy Brandt como Dawn, la madre amorosa de Félix que lucha con problemas de salud mental. El 13 de noviembre de 2020, se informó que Ava Capri y Anthony Keyvan se unirían a la segunda temporada.

### Rodaje
El rodaje comenzó en agosto de 2019 en Los Ángeles, con Amy York Rubin dirigiendo el primer episodio. Parte del episodio «Boys' Trip» se filmó en Nueva York y el productor ejecutivo Isaac Aptaker declaró que «Fue muy emocionante filmar. Nick estaba haciendo To Kill a Mockingbird en Nueva York cuando estábamos filmando, así que en realidad tuvimos que traer a Michael [Cimino] y filmarlo en las calles de la ciudad [...] Michael estaba tan, tan emocionado de conocer a Nick. Sentía que estaba pasando la antorcha. Luego Nick pudo ponerse en marcha, y fue realmente genial para ellos finalmente llegar a encontrarse cara a cara». Fue la primera vez que Cimino y Robinson se conectaron sobre sus respectivos viajes en la franquicia, y resultó ser el último día de rodaje de Love, Victor, que Cimino comentó «Cuando finalmente conocí a Nick, fue increíblemente amable conmigo». La chaqueta que Simon le da a Víctor en el episodio es la misma utilizada en la película.
El rodaje de la segunda temporada comenzó el 9 de noviembre de 2020. y concluyó el 14 de marzo de 2021. El rodaje de la tercera temporada comenzó el 8 de noviembre de 2021.

### Música
El EP de la banda sonora de la primera temporada, con tres nuevas canciones de artistas LGBTQ+ y todas coescritas por Leland, fue lanzado el 18 de junio de 2020 por Hollywood Records.

| Lista de canciones de "Love, Victor" (Original Soundtrack) |                                     |                              |               |          |  |
| N.º                                                        | Título                              | Escritor(es)                 | Intérprete(s) | Duración |  |
| 1.                                                         | «Somebody Tell Me» (tema principal) | Jordan Palmer Leland         | Tyler Glenn   | 2:48     |  |
| 2.                                                         | «Athlete»                           | Greyson Chance Palmer Leland | Chance        | 3:12     |  |
| 3.                                                         | «God, This Feels Good»              | Palmer Leland Isaac Dunbar   | Dunbar        | 3:18     |  |
| 9:18                                                       |                                     |                              |               |          |  |

El álbum de la banda sonora de la segunda temporada, con ocho canciones nuevas de artistas LGBT y coescritas por Leland, fue lanzado el 11 de junio de 2021 por Hollywood Records.
| Lista de canciones de Love, Victor: Season 2 (Original Soundtrack) |                            |                  |                             |          |  |
| N.º                                                                | Título                     | Escritor(es)     | Intérprete(s)               | Duración |  |
| 1.                                                                 | «Heaven Is a Hand to Hold» | Leland           | Duncan Laurence             | 2:43     |  |
| 2.                                                                 | «She Said»                 | Leland           | Fletcher                    | 2:48     |  |
| 3.                                                                 | «FYI»                      | Leland           | Serpentwithfeet             | 3:24     |  |
| 4.                                                                 | «Young Love»               | Leland           | Carlie Hanson & George Sear | 3:07     |  |
| 5.                                                                 | «Windows»                  | Leland           | Tayla Parx                  | 3:17     |  |
| 6.                                                                 | «Horizontal»               | Alice Longyu Gao | Alice Longyu Gao            | 2:59     |  |
| 7.                                                                 | «Private Life»             | Alexandra Hughes | Allie X                     | 4:23     |  |
| 8.                                                                 | «Infinity»                 | Leland           | Fancy Hagood                | 3:19     |  |
| 26:02                                                              |                            |                  |                             |          |  |

## Estreno
La serie estrenó el 17 de junio de 2020, adelantada desde la fecha de estreno original del 19 de junio, en Hulu en los Estados Unidos. En Europa, la serie estrenó en Disney+ bajo el servicio de transmisión Star el 23 de febrero de 2021. y En Latinoamérica la serie se estrenó el 31 de agosto en Star+.
La segunda temporada se estrenó el 11 de junio de 2021. En España, se estrenó el 18 de junio de 2021.

## Recepción

### Respuesta crítica
El agregador de reseñas Rotten Tomatoes informó una calificación de aprobación del 93% basado en 43 reseñas, con una calificación promedio de 7,11 de 10. El consenso crítico del sitio web dice: «Michael Cimino encanta en Love, Victor, una serie derivada sincera y dulce, con mucho corazón». Metacritic le dio a la serie un puntaje promedio ponderado de 68 de 100, basado en 20 reseñas, lo que indica «reseñas generalmente favorables».

### Visualización
Según Hulu, la serie fue el drama más visto en el servicio entre el 17 y el 23 de junio de 2020, su semana de estreno. También fue la serie de drama original más vista en Hulu en 2020 durante su primera semana y el segundo original de Hulu más visto después de Solar Opposites.